# Instrument tradicional
Un instrument tradicional és aquell l'ús majoritari o principal del qual es dona exclusivament o principalment en la música tradicional. Per això, atès que les músiques tradicionals es vinculen a societats, grups humans, territoris i tradicions específics, en general, així mateix s'esdevé amb els instruments considerats tradicionals: tot i que el seu ús, especialment amb els moderns fenòmens de globalització fàcilment depassa el grup humà i el territori en el qual va néixer, això no li fa perdre la vinculació al territori ni la seva identitat, ni la seva consideració de tradicional. Un exemple prou clar en són els diversos tipus de cornamuses.